# Basílica de Santa Eulalia (Mérida)
La basílica martirial de Santa Eulalia de Mérida es un edificio religioso que se encuentra en la ciudad de Mérida (España). Se considera un núcleo muy importante del nacimiento del cristianismo en la península ibérica.
Según los investigadores, fue el primer templo cristiano erigido en Hispania tras la Paz del Emperador Constantino; esta iglesia fue por tanto edificada como basílica martirial en memoria de Eulalia de Mérida; por ello se convirtió, durante los albores de la Edad Media, en lugar de peregrinaciones que llegaban desde el Occidente Europeo y desde el Norte de África; al mismo tiempo la noticia del martirio de su titular se divulgó por todo el imperio romano y con sus reliquias se erigieron numerosas iglesias especialmente en la Europa occidental.
A su vez la historia de este templo se enmarca en la historia de la Iglesia Emeritense y en su singular relación con los Papas; esta basílica martyrium fue reerigida sobre los restos de la original en el siglo XIII por la Orden de Santiago como su Iglesia Capitular, y hasta finales del siglo XIX formó parte del Patrimoni Petri, es decir el Patrimonio de la Santa Sede.
Forma parte del Lugar Patrimonio de la Humanidad «Conjunto Arqueológico de Mérida,» en concreto con el código identificativo 664-009.
En el interior de la basílica nos podemos encontrar imágenes de gran relevancia como la imagen de Santa Eulalia o Ntra. Señora del Mayor Dolor, entre otras.

## Historia

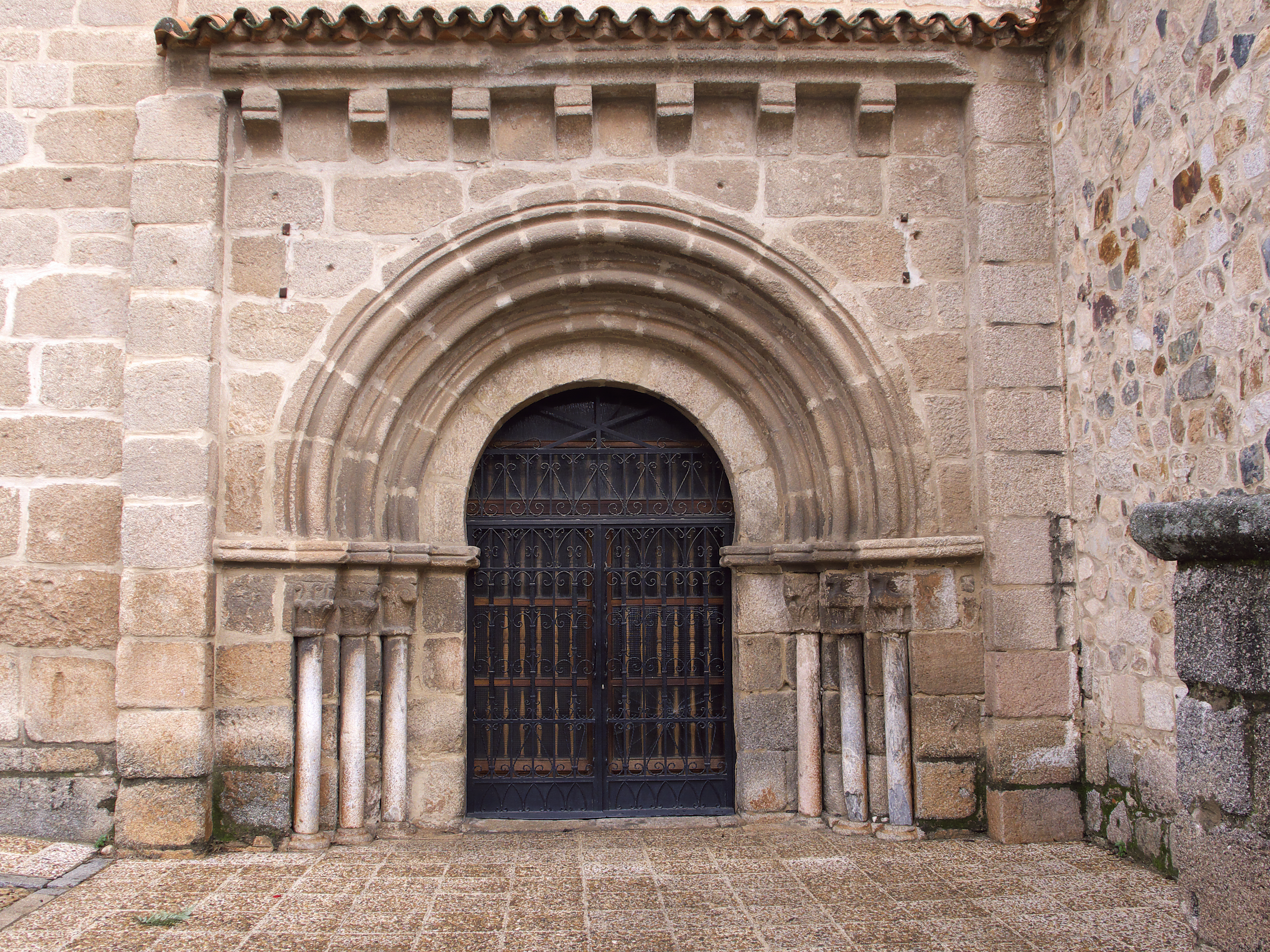
Portada románica

Construida extramuros de la ciudad antigua, es una bella construcción levantada originalmente en el siglo IV, sobre el túmulo funerario de Santa Eulalia y en las inmediaciones del lugar donde, según la tradición, fue inmolada la niña mártir. Templo famoso en la Cristiandad, por el martirio de Eulalia, fue enseguida enriquecido por los obispos y arzobispos de Mérida, pero en el que se dejaron sentir los embates consiguientes a la invasión árabe y de aquellos ricos mármoles y pavimentos de mosaicos, de los dorados artesonados que alababa el poeta Aurelio Prudencio no queda nada.
El templo actual se levantó en el siglo XIII, sobre la misma planta de la basílica original y reaprovechando algunos materiales, tras la reconquista de Mérida por Alfonso IX.
La Basílica, aparte de su significado religioso, merece ser visitada y contemplada con detenimiento. Es la única construcción plenamente medieval que se encuentra en la capital extremeña. Destacan las capillas laterales al altar mayor y la puerta derecha de la fachada, de estilo románico, poco frecuente en Extremadura y en el que ya empiezan a notarse influencias del gótico. En el interior destaca el artesonado que cubre sus bóvedas, los capiteles y columnas, algunos de los cuales proceden del templo visigodo.

## El conjunto basilical

### La cripta

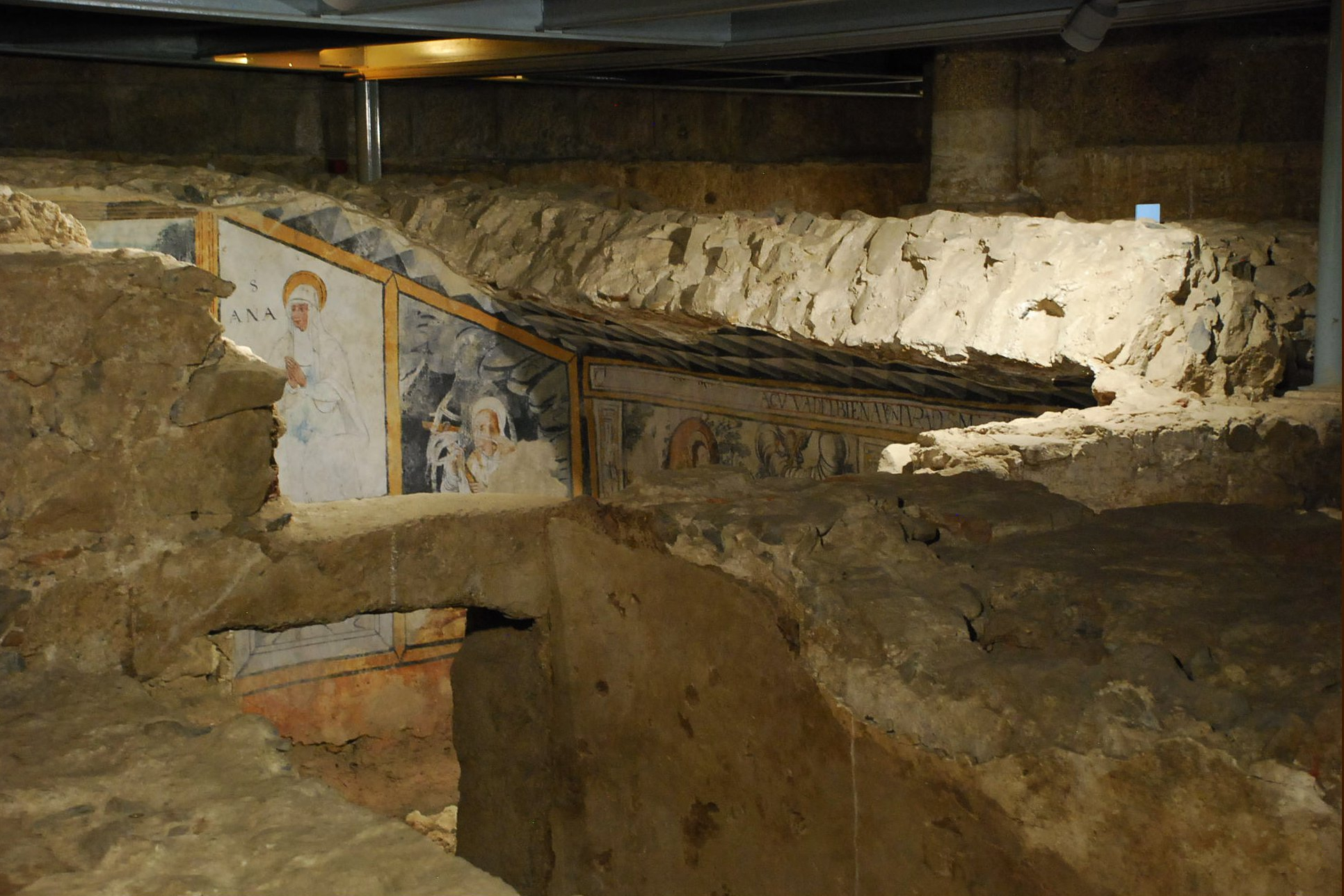
Cripta de la basílica paleocristiana

Las excavaciones realizadas en el subsuelo de la Basílica desde 1990 sacaron a la luz el impresionante recinto subterráneo, hoy visitable. En esta cripta, donde han aparecido importantes restos romanos y visigodos, destacan los vestigios del primer túmulo funerario o Mausoleo martirial de Santa Eulalia, tardorromano, sobre el cual y en torno al cual se edificó la grandiosa basílica visigótica cuyo frontal superior se ha salvado de todas las invasiones y demoliciones y sigue cerrando el ábside del altar mayor.
Los datos arqueológicos indican, en primer lugar, la existencia en este espacio de casas romanas entre los siglos I y III de nuestra era. Posteriormente, en el siglo IV, tras el abandono del recinto se estableció una necrópolis cristiana en la que se levantó un edificio tumulus en memoria de Santa Eulalia de Mérida que supondría el embrión de la basílica erigida en el siglo V.

### «Hornito» de Santa Eulalia

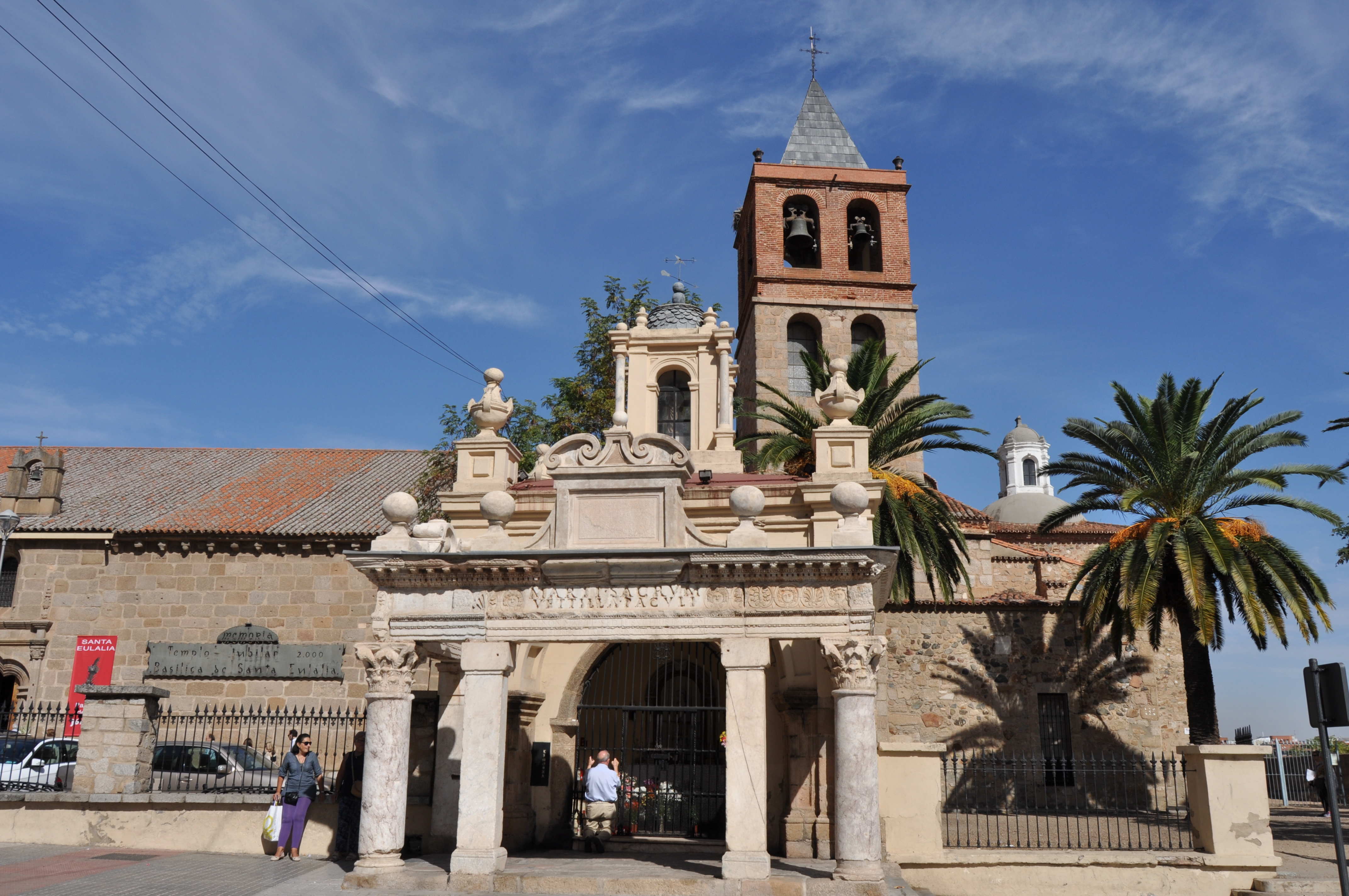
Basílica romano-cristiana de Santa Eulalia. En primer plano, Hornito de Santa Eulalia, hecho con restos del Templo de Marte

En el atrio de la Basílica se conserva el famoso «Hornito», el hito popular más destacado de la ciudad por su relación con el culto a la Mártir Eulalia. Según la tradición se levanta sobre el lugar en el que sufriera martirio la joven emeritense. En realidad, se trata de una capilla votiva erigida para que los peregrinos pudieran orar ante la santa a cualquier hora del día sin necesidad de acceder al interior del recinto basilical. Se destacan los restos reutilizados de un templo romano dedicado al dios Marte donde puede apreciarse la inscripción: MARTI SACRVM VETTILLA PACVLI (consagrado a Marte. Vettilla, esposa de Páculo).

### Edificio
Tiene planta basilical, con tres naves que terminan en tres ábsides semicirculares. En la cabecera, restos de la basílica paleocristiana y visigoda. Destacan las capillas laterales del altar mayor y el artesonado de sus bóvedas. La puerta meridional de la fachada es de estilo románico. Según indica el arco apuntado que sirve de portada a la capilla, el edificio es de origen románico, si bien se aderezaría en el siglo XVII adoptando una fisonomía plenamente barroca.

## De Título Basilicae Minoris
Aunque en época contemporánea, popularmente, se le ha denominado basílica, oficialmente no fue declarada basílica menor (De Titulo Basilicae Minoris) por la Congregación para el Culto Divino y la Disciplina de los Sacramentos hasta el pontificado del papa Francisco con documento de fecha 23 de septiembre de 2014 y anunciada mediante homilía el 10 de diciembre de 2014, día de la Mártir, patrona de Mérida.